# Kretowate
Kretowate (Talpidae) – rodzina ssaków z podrzędu Erinaceota w obrębie rzędu owadożerów (Eulipotyphla) przystosowanych do życia pod ziemią.

## Występowanie
Występują na półkuli północnej – w Europie, Azji i Ameryce Północnej. Jedynym przedstawicielem rodziny występującym współcześnie na terenie Polski jest kret europejski (Talpa europaea). Kretowate są znane ze śladów kopalnych eocenu. Na terenie Polski występowały w pliocenie wymarłe gatunki z podrodziny Desmaninae.

## Charakterystyka
Budową ciała zbliżone są do ryjówkowatych. Charakteryzują się niewielkimi rozmiarami ciała, wąską, spłaszczoną czaszką z charakterystycznymi cienkimi łukami jarzmowymi. Większość ma silnie rozwinięte, zwrócone na zewnątrz, zakończone szpadlowatymi pazurami przednie kończyny przystosowane do kopania tuneli. Niektóre gatunki potrafią wykopać dziennie do 20 m podziemnego korytarza. Mają małe, często silnie uwstecznione oczy. Na pyszczkach i kończynach występują włosy czuciowe (zatokowe). U przedstawicieli podrodziny Talpinae brak uszu zewnętrznych. Otwory słuchowe mogą być przysłaniane małymi fałdami skórnymi, dzięki którym ziemia nie dostaje się do uszu.
Wzór zębowy przedstawia się następująco:
| Wzór zębowy | Wzór zębowy | I   | C   | P   | M |
| ----------- | ----------- | --- | --- | --- | - |
| 32-44       | =           | 2-3 | 1   | 3-4 | 3 |
| 32-44       | =           | 1-3 | 0-1 | 3-4 | 3 |

## Tryb życia
Kretowate prowadzą głównie podziemny, a nieliczne ziemnowodny tryb życia. W większości są samotnikami wykazującymi silnie rozwinięty terytorializm. Nie zapadają w sen zimowy. Na zimę gromadzą pod ziemią zapasy. Samica rodzi średnio trzy młode w miocie. Karmi je mlekiem przez ok. miesiąc.

## Systematyka
Klasyfikacja rodzajów zaliczanych do rodziny kretowatych ulegała wielu zmianom. Autorzy wyróżniają od 3 do 5 podrodzin. Do rodziny należą następujące występujące współcześnie podrodziny:
- Uropsilinae Dobson, 1883 – sorkokrety
- Scalopinae Gill, 1875 – grzebacze
- Talpinae G. Fischer, 1814 – krety

Opisano również podrodziny wymarłe:
- Gaillardiinae Hutchison, 1968
- Suleimaniinae van den Hoek Ostende, 2001

Rodzaje wymarłe o niepewnej pozycji systematycznej i niesklasyfikowane w żadnej z powyższych podrodzin:
- Desmanodon Engesser, 1980[10]
- Eotalpa Sigé, Crochet & Insole, 1977[11]
- Hyporyssus Pomel, 1848[12] – jedynym przedstawicielem był Hyporyssus telluris Pomel, 1848
- Mongolopala Ziegler, Dahlmann & Storch, 2007[13] – jedynym przedstawicielem był Mongolopala tathue Ziegler, Dahlmann & Storch, 2007
- Nuragha de Bruijn & Rümke, 1974[14] – jedynym przedstawicielem był Nuragha schreuderae De Bruijn & Rümke, 1974
- Oreotalpa Lloyd & Eberle, 2008[15] – jedynym przedstawicielem był Oreotalpa florissantensis Lloyd & Eberle, 2008
- Quadrodens Macdonald, 1970[16] – jedynym przedstawicielem był Quadrodens wilsoni Macdonald, 1970.